# Tjärnen (Gunnilbo socken, Västmanland)
Tjärnen är en sjö i Skinnskattebergs kommun i Västmanland och ingår i Norrströms huvudavrinningsområde.